# Conférence de Vienne (16 mars 1917)
Vous lisez un « bon article » labellisé en 2018.
Pour les articles homonymes, voir Conférence de Vienne.
La conférence de Vienne du 16 mars 1917 est une rencontre germano-austro-hongroise, la première depuis le déclenchement de la révolution de Février en Russie. Cette rencontre ministérielle constitue pour le chancelier du Reich, Theobald von Bethmann Hollweg, une nouvelle occasion de réaffirmer les buts de guerre du Reich, face au nouveau ministre des Affaires étrangères de la double monarchie, Ottokar Czernin. Ce dernier, ministre d'un empire aux abois, tente de faire valoir le point de vue de la double monarchie épuisée par deux années et demie de conflit face au Reich, principal animateur de la quadruplice, et ses demandes de paix de compromis avec les Alliés. Cette décrépitude pousse l'empereur Charles Ier et ses conseillers à multiplier les initiatives pour sortir du conflit, tout en ne rompant pas l'alliance avec le Reich.

## Contexte

### Se retirer du conflit, une priorité austro-hongroise
L'arrivée à la tête de la double monarchie de Charles Ier ne modifie pas, en apparence, les liens avec le Reich, ni la volonté de sortir du conflit de la double monarchie ; en effet, dès sa prise de fonction, l'empereur annonce sa volonté de voir rétablie la paix entre la double monarchie et ses adversaires.
La situation intérieure de la double monarchie, les relations tendues entre l'Autriche et la Hongrie incitent le nouvel empereur-roi à mener une politique visant à mettre un terme à la participation austro-hongroise au conflit ; en effet, l'empereur Charles, paniqué par la décrépitude de son empire affaibli par la guerre, défend l'idée d'une paix de compromis, sur la base du statu quo, autorisant un retrait de la double monarchie,,.
Pour négocier cette paix de compromis, des émissaires sont envoyés en Suisse, dès le début du mois de février 1917, afin de rencontrer des diplomates neutres et français, en vue de restaurer des relations avec la France, informelles et discrètes dans un premier temps. Cependant, les émissaires de la double monarchie sont en réalité manœuvrés par Matthias Erzberger et Georg von Hertling, alors ministre-président du royaume de Bavière,.

### Les puissances centrales et la révolution russe
La révolution de Février met un terme momentané aux opérations sur le front de l'Est, mais oblige le Reich et la double monarchie à maintenir sur place un nombre important de divisions pour faire face aux initiatives militaires du gouvernement provisoire.
Cependant, l'interprétation des événements en Russie participe au creusement du fossé entre le Reich et la double monarchie. En effet, les responsables austro-hongrois interprètent les événements révolutionnaires russes de février comme une aspiration à la paix ; de plus, face à une situation intérieure peu brillante, les populations allemandes et austro-hongroises peuvent suivre l'exemple d'une remise en cause radicale de l'ordre politique et économique.
Enfin, la révolution a eu comme conséquence de faire disparaître les capacités opérationnelles de l'Armée russe et donc d'inciter les planificateurs militaires du Reich et de la double monarchie à redéployer une partie de leurs armées positionnées sur le front de l'Est en Italie, dans les Balkans et à l'Ouest,.

### Le Reich proche de la victoire
Durant le premier semestre de l'année 1917, le Reich et ses alliés semblent en position de remporter la victoire face aux Alliés. En effet, le front russe est paralysé par le processus révolutionnaire ; la Roumanie est conquise, et ses richesses agricoles et pétrolières rapidement exploitées pour le compte du Reich et de ses alliés ; la guerre sous-marine à outrance commence à porter ses fruits : les sous-marins menacent l'approvisionnement du Royaume-Uni ; au sein de l'armée française se développe un mouvement de mutineries de grande ampleur.
Cependant, en dépit de ce bilan flatteur pour le Reich au terme de deux années et demie de guerre, il apparaît de plus en plus aux responsables des puissances centrales qu'ils sont de moins en moins en mesure de remporter la victoire. Malgré tout, Arthur Zimmermann, alors secrétaire d'État du Reich aux Affaires étrangères, s'affirme confiant : il considère que la guerre sous-marine asphyxiera le Royaume-Uni sans entraîner l'intervention américaine contre les puissances centrales,.

## Négociateurs
La conférence se tient au palais du Ballhausplatz, alors siège du ministère austro-hongrois des Affaires étrangères et résidence officielle du ministre commun des Affaires étrangères de la double monarchie.
À ces échanges participent le chancelier du Reich, Theobald von Bethmann Hollweg et le ministre austro-hongrois des Affaires étrangères, Ottokar Czernin, en présence de leurs principaux collaborateurs.

## Discussions

### Le poids duReich

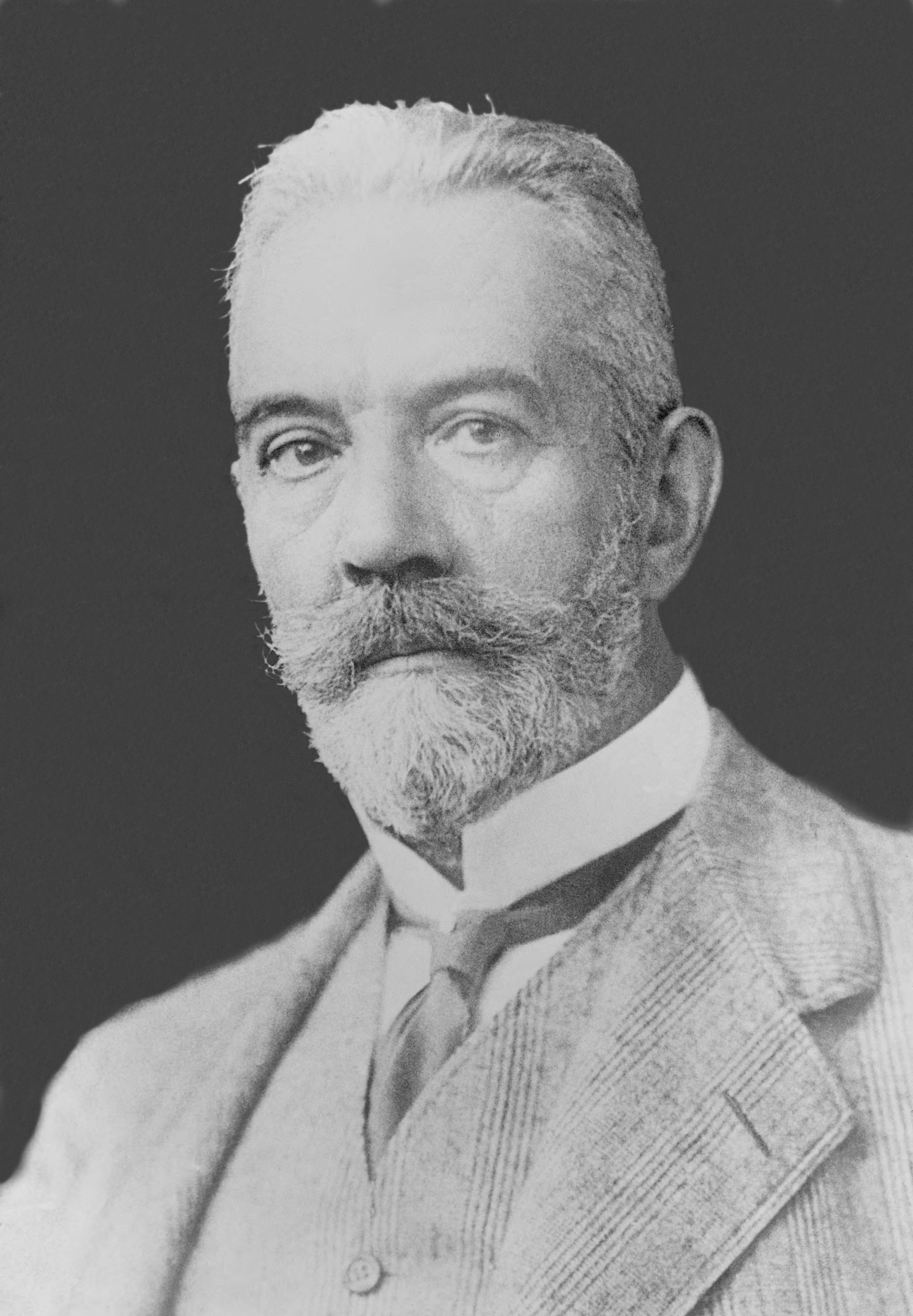
Le chancelier du Reich, Theobald von Bethmann Hollweg, ici en 1917, impose sa conception des buts de guerre à son interlocuteur austro-hongrois.

Dans les échanges entre le chancelier du Reich et le ministre austro-hongrois, Theobald von Bethamnn Hollweg impose à son interlocuteur austro-hongrois les objectifs allemands, en dépit de l'égalité formelle entre les membres de la quadruplice,.
Au début de l'année 1917, le nouveau ministre austro-hongrois des Affaires étrangères tente une nouvelle fois de convaincre le chancelier du Reich de transiger sur les conditions de sortie du conflit.
En dépit de l'existence d'un rapport de force avec la double monarchie qui lui est largement favorable, l'importance des positions du Reich doit être relativisée : Czernin impose en effet un cadre minimal de définition des buts de guerre poursuivis par les deux alliés ; le choix de ce programme minimal est cependant amendé par le caractère vague des buts de guerre développés.
La faiblesse des concessions réelles obtenues par le ministre des Affaires étrangères de la double monarchie illustre aussi la place du Reich comme principale puissance intéressée à la reprise des intérêts et des positions politiques et économiques austro-hongroises dans les Balkans et dans l'Est de l'Europe.

### Le maintien des buts de guerre duReich
Alors que la situation politique en Russie semble limiter les initiatives militaires de l'armée russe, le chancelier du Reich se pose en vainqueur sur le front de l'Est. Cependant, il est de moins en moins assuré que le Reich et ses alliés soient victorieux dans le conflit qui se prolonge,.
Pour cette raison, le représentant allemand s'oppose à toute paix blanche ou de compromis avec les Alliés. Devant l'un de ses proches conseillers à la chancellerie du Reich, Kurt Riezler, Bethmann Hollweg définit le 11 mars, quelques jours avant la conférence avec Czernin, le principal but de guerre du Reich, confirmant sa politique visant à donner à l'Allemagne les moyens de constituer une véritable puissance mondiale : le chancelier se propose de poser les bases d'un rapprochement entre le Reich et, dans un premier temps, ses voisins immédiats que sont la Belgique, la Pologne et la double monarchie,,.

### Conditions de sortie du conflit
Dans un contexte marqué par l'affaiblissement de la pression militaire sur le front de l'Est, l'Allemand Bethmann-Hollweg et l'Austro-hongrois Czernin définissent les conditions minimales auxquelles l'Empire allemand et la double monarchie se déclarent prêtes à sortir du conflit.
Aux yeux de l'Allemand, la sortie du conflit doit se solder, au pire, par le retour du statu quo ante bellum, y compris la restitution de l'empire colonial allemand. Cependant, conscient de la réalité du rapport de force, Bethmann-Hollweg accepte de tenter de convaincre les dioscures, en dernier ressort véritables détenteurs du pouvoir politique dans le Reich à cette date, d'accepter la conclusion d'une paix de compromis avec les Alliés. Les généraux allemands Paul von Hindenburg et Erich Ludendorff (les dioscures) songent en effet à imposer à Guillaume II, de plus en plus confiné dans une fonction décorative, la démission du chancelier,.
Pour l'Austro-hongrois, l'intégrité territoriale de la double monarchie constitue, à la fin de l'hiver 1916-1917, le principal des buts de guerre. Le retour des provinces autrichiennes constitue pour Czernin une priorité absolue, même au prix de l'abandon des prétentions austro-hongroises en Pologne.

### Partage des conquêtes

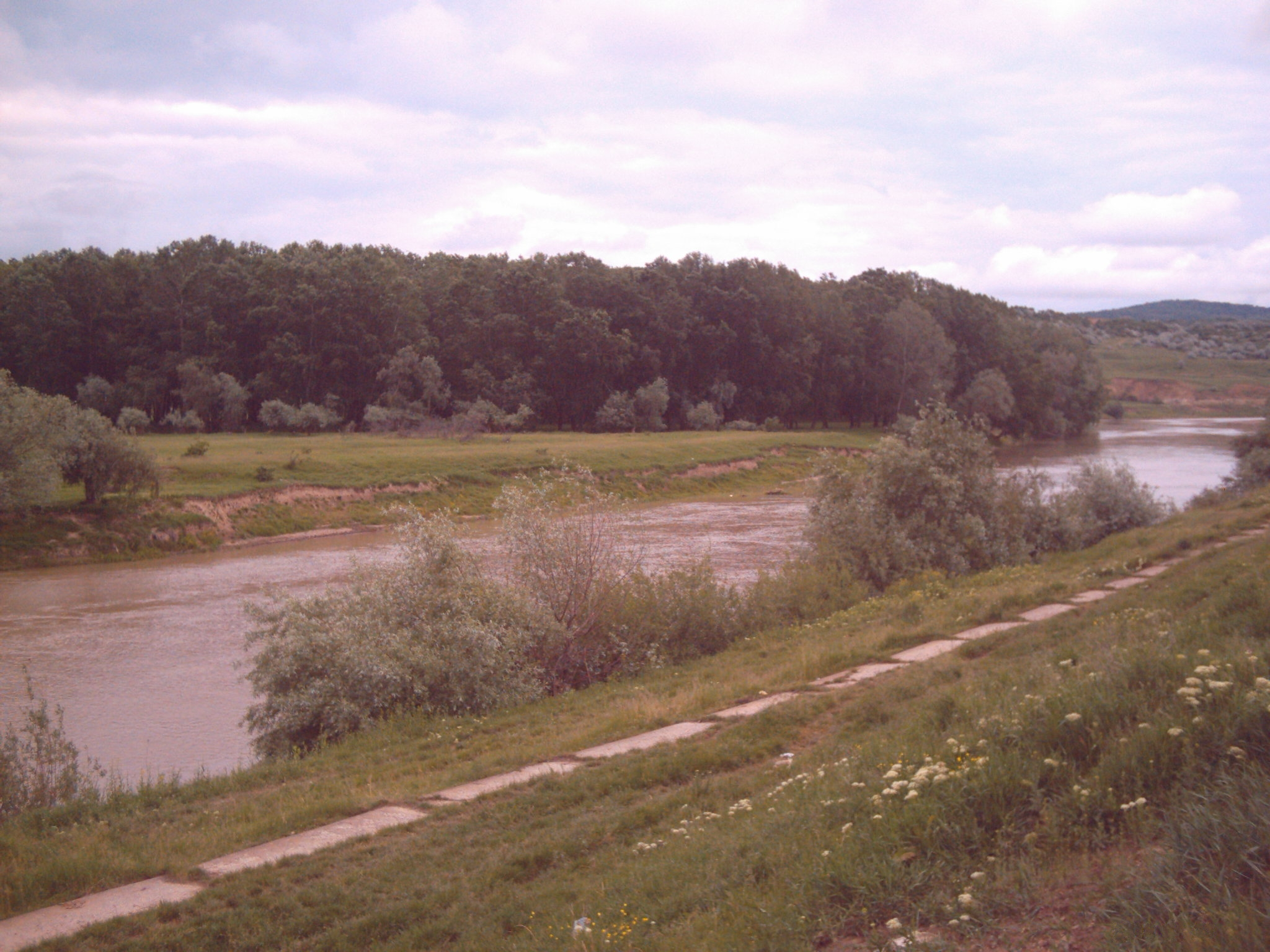
Le Siret, ici dans la région de Roman, doit constituer la frontière entre territoires annexés à la double monarchie et ceux promis à la Russie.

La répartition des territoires conquis par le Reich et ses alliés depuis le déclenchement des hostilités constitue aussi un enjeu dans les relations entre le Reich et la double monarchie au début de l'année 1917.
Leur accord insiste sur l'adéquation qui doit exister entre les « résultats militaires obtenus respectivement par les deux puissances » et la dévolution des conquêtes à l'un ou à l'autre des empires.
Cependant, au fil des échanges entre les deux parties, l'Austro-hongrois, tenace, impose à l'Allemand, en échange de la cession de la Pologne au Reich, le transfert de la Roumanie dans la sphère d'influence austro-hongroise : la double monarchie annexerait la Roumanie à l'ouest du Siret, la Bulgarie récupérant la Dobroudja cédée en 1913 et la Russie annexant le reste du royaume.

## Conséquences

### Le procès-verbal du 27 mars
La conférence de Vienne et celle de Berlin des 26 et 27 mars donnent lieu à la rédaction d'un unique procès-verbal pour ces deux conférences ; en effet, aucun procès-verbal n'avait été rédigé le 16.
Le chancelier du Reich participe à la rédaction de ce protocole, mais semble n'en informer ni les Dioscures, Paul von Hindenburg et Erich Ludendorff, ni le secrétaire d'État aux Affaires étrangères du Reich, Arthur Zimmermann ; de même, Theobald von Bethmann Hollweg n'informe pas son successeur Georg Michaelis de l'existence de ce document.
Ce texte fixe un cadre très souple aux conditions de sortie du conflit et répartit les conquêtes européennes de la quadruplice entre le Reich, la double monarchie et la Bulgarie, en fonction de participation de chacun des membres de l'alliance organisée autour du Reich à l'effort de guerre commun.

### La double monarchie face au Reich

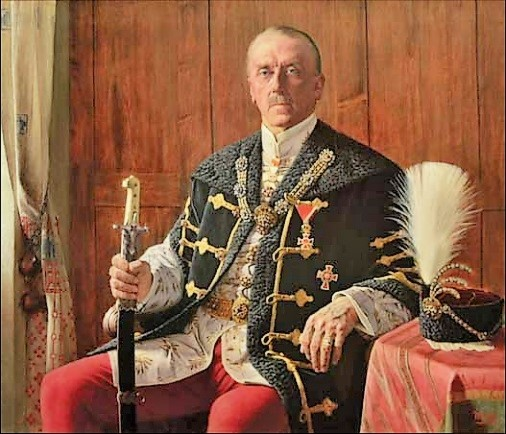
Ottokar Czernin, en uniforme d'ambassadeur (portait du peintre Friedrich Miess).

Dès le 22 mars 1917, un conseil des ministres austro-hongrois est convoqué sous la présidence de l'empereur Charles Ier.
À cette occasion, les dirigeants austro-hongrois développent une vision erronée de la politique allemande des buts de guerre ; en effet, Charles et ses ministres considèrent que les Allemands sont prêts à remettre en cause leurs projets à l'Ouest et à des rectifications de frontière en Alsace-Lorraine ; en échange de la renonciation du Reich à ses prétentions en Belgique et en France, Charles et ses conseillers proposent d'abandonner les prétentions de la double monarchie en Pologne, se ralliant ainsi à la « solution de la candidature »,,.

### La conférence de Berlin
La conférence de Vienne n'ayant pas été suivie d'un accord relatif au partage des conquêtes européennes, entre le Reich et la double monarchie, une nouvelle conférence est convoquée à Berlin dix jours plus tard, les 26 et 27 mars 1917.
Cette conférence donne à Ottokar Czernin l'occasion de revenir sur les dispositions prévues à Vienne, et de conditionner le fait de laisser les mains libres au Reich en Pologne à l'octroi de la liberté d'action en Roumanie pour la double monarchie ; de plus, le ministre austro-hongrois conditionne l'ouverture de négociations austro-allemandes en vue de la conclusion d'une union douanière entre les deux empires à l'attribution de la Roumanie à la double monarchie, ouverture ardemment souhaitée par le gouvernement du Reich.